# Иванино (Черниговская область)
Иванино (укр. Іванине) — село в Семёновском районе Черниговской области Украины. Население 31 человек. Занимает площадь 0,06 км².
Код КОАТУУ: 7424781506. Почтовый индекс: 15461. Телефонный код: +380 4659.

## Власть
Орган местного самоуправления — Жадовский сельский совет. Почтовый адрес: 15461, Черниговская обл., Семёновский р-н, с. Жадово, ул. Центральная, 15.